# Фуггери

Герб Фуггерів

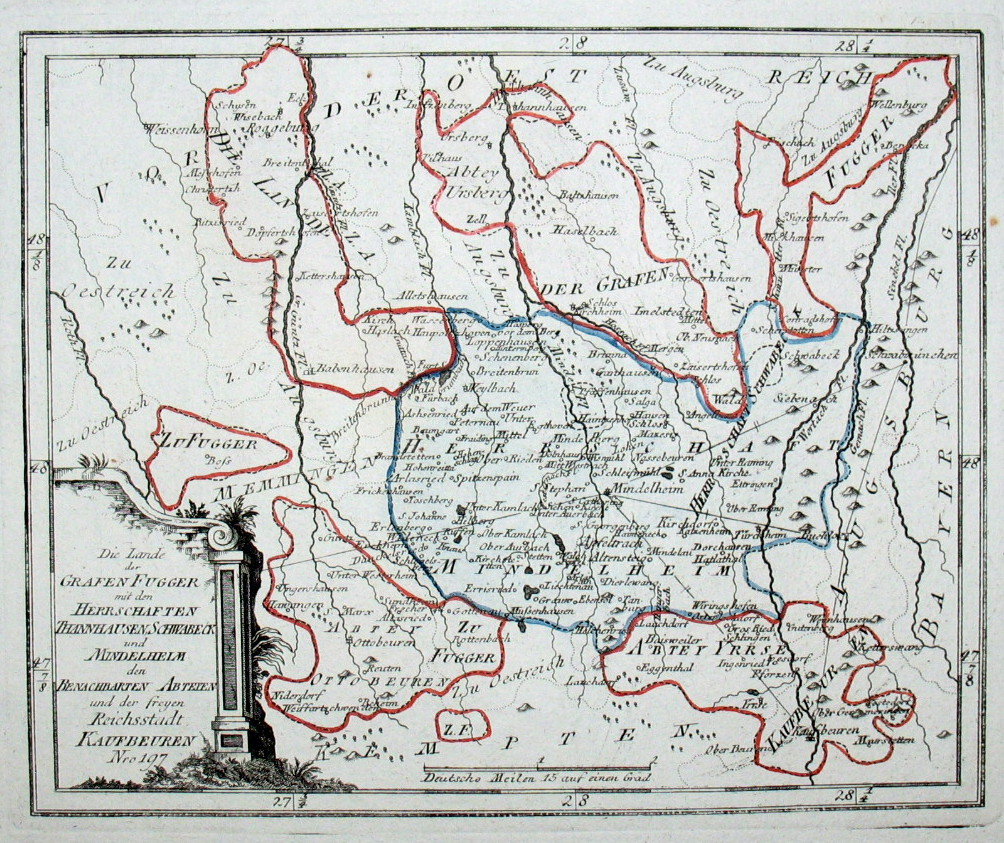
Землі Фуггерів

Фуггери (нім. Fugger) — в XV—XVII ст. найбільший німецький (з м. Аугсбурга, Південна Німеччина) торговельно-лихварський дім, який відігравав важливу роль в епоху становлення нових господарчих відносин у Європі. Позичали гроші монархам і впливовій шляхті багатьох країн, за що отримували право на експлуатацію золотих, срібних та мідних копалень. Провадили світову торгівлю металами. Одними з перших ввели монопольне об'єднання та технічне забезпечення видобутку, збагачення й металургії кольорових металів. Всіляко підтримували й фінансували експедицію Христофора Колумба.
Родина Фуггерів походила з ткацького цеху міста Аугсбурга, а перші капітали були зароблені на торгівлі місцевим сукном і тканинами з інших країн. У XVI столітті ця купецька сім'я знесла велику частину замку Червений камінь і побудувала новий ренесансний замок.

## Образ у літературі
Контора Фуггерів згадується у трилогії Анджея Сапковського «Сага про Рейневана».

## Галерея

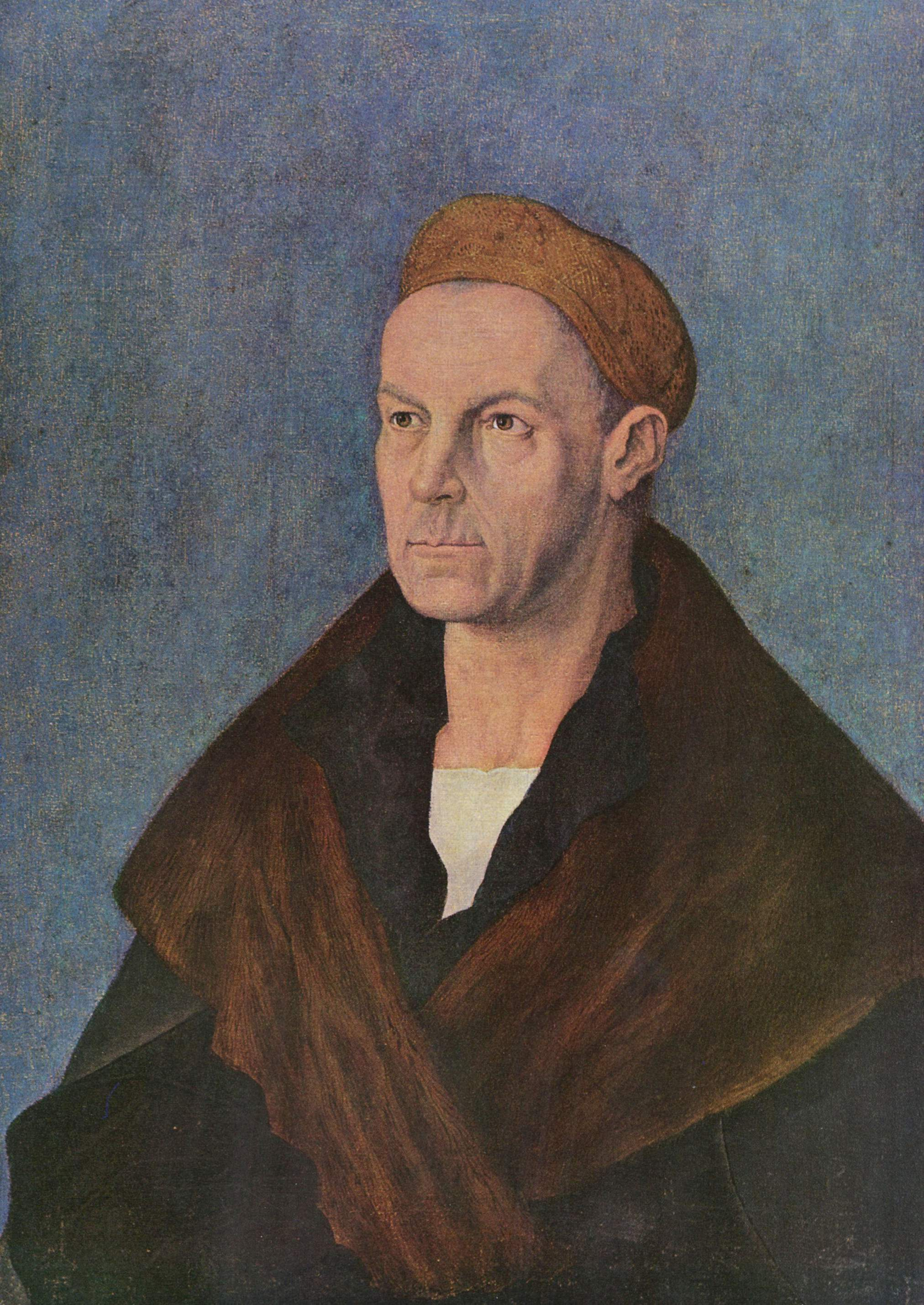
Портрет Якоба Фуггера (1459–1525) роботи Альбрехта Дюрера
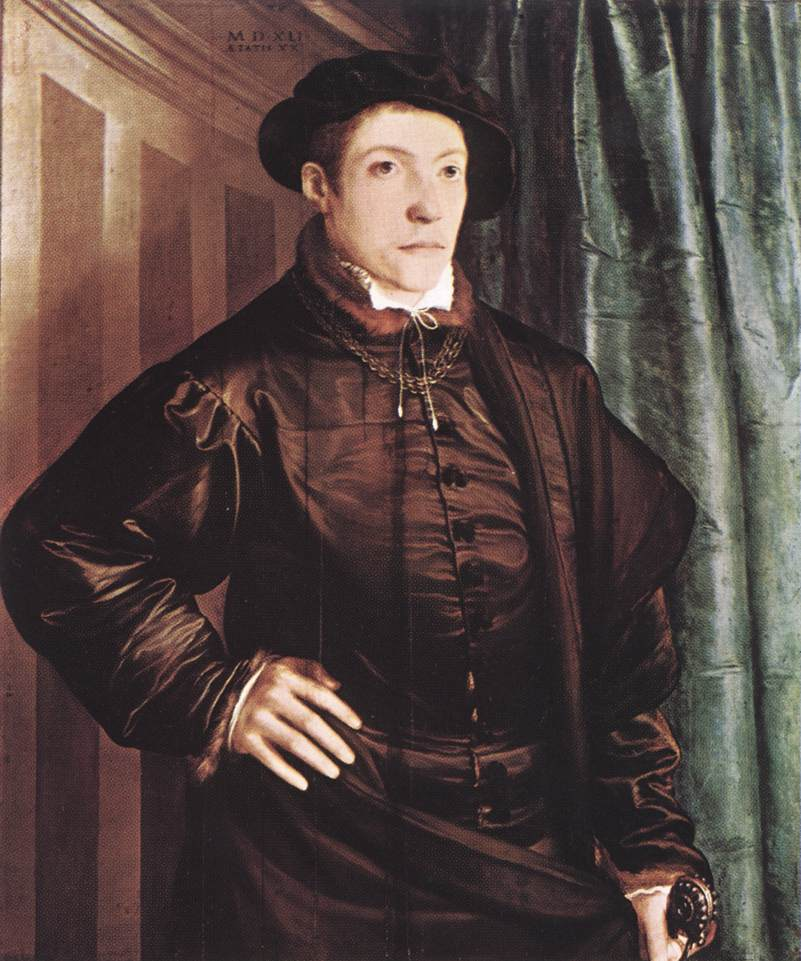
Портрет Крістофа Фуґґера роботи Крістофа Амберґера, 1541 (Стара Пінакотека, Мюнхен)